# Spisak japanskih vojnih bombi iz Drugog svetskog rata
Ovo je kompletna lista svih vazdušnih bombi koje je koristila japanska carska vojska tokom Drugog svetskog rata.

## Bombe
- Type 92 visokoeksplozivna bomba od 15 kg
- Type 99 visokoeksplozivna bomba od 30 kg
- Type 94 visokoeksplozivna bomba od 50 kg
- Type 94 visokoeksplozivna bomba od 100 kg
- Type 3 visokoeksplozivna bomba od 100 kg
- Type 94 Mod. visokoeksplozivna bomba od 50 kg
- Type 94 Mod. visokoeksplozivna bomba od 100 kg
- Type 1 visokoeksplozivna bomba od 50 kg
- Type 1 visokoeksplozivna bomba od 100 kg
- Type 1 visokoeksplozivna bomba od 250 kg
- Type 92 eksplozivna bomba od 250 kg
- Type 92 visokoeksplozivna bomba od 500 kg
- Type 4456 Klizeća bomba od 100 kg
- Type 3 Klizeća bomba od 250 kg
- Type 4 protiv-brodska bomba od 100 kg
- Type 4 protiv-brodska bomba 250 kg
- Type 4 protiv-brodska bomba 500 kg

### Zapaljive bombe
- Termitna zapaljiva bomba od 1 kg
- Termitna zapaljiva bomba od 5 kg
- Type 97 zapaljiva bomba od 50 kg
- Type 100 zapaljiva bomba od 50 kg

### Dimne bombe
- Type 100 dimna bomba od 50 kg

### Gas bombe
- Type 92gas bomba od  50 kg

### Baklje
- Type 90 Padobranska raketa
- Type 1 Padobranska raketa od 12 kg
- Type 3 Padobranska raketa
- Type 97 Betonska bomba
- Type 94 Zamenska bomba
- Type 1 Zamenska bomba od 30 kg

### Vežbovne bombe
- Type 95 Vežbovna bomba od 4 kg

### Kasetne bombe
- Kontejner za 76 Type Kasetna bomba od 2⅓ kg
- Kontejner za 63 Type Kasetna bomba od 3½ kg
- Type 1 Avionska raketa od 1 kg
- Kontejner za pamflet od 50 kg
- Kontejner za pamflet od 100 kg